# Hà Thị Minh Tâm
Hà Thị Minh Tâm (sinh ngày 5 tháng 1 năm 1968) là một nữ chính trị gia người Việt Nam. Bà hiện là đại biểu quốc hội Việt Nam khóa XIV nhiệm kì 2016-2021, thuộc đoàn đại biểu quốc hội tỉnh Hà Nam, Chủ tịch Ủy ban Mặt trận Tổ quốc Việt Nam tỉnh Hà Nam, Trưởng Đoàn đại biểu Quốc hội tỉnh Hà Nam, Ủy viên Ủy ban Tài chính, Ngân sách của Quốc hội. Bà đã trúng cử đại biểu Quốc hội năm 2016 ở đơn vị bầu cử số 2, tỉnh Hà Nam gồm các huyện: Kim Bảng, Duy Tiên và Lý Nhân.

## Xuất thân
Hà Thị Minh Tâm sinh ngày 5 tháng 1 năm 1968 quê quán ở xã Yên Tân, huyện Ý Yên, tỉnh Nam Định. Bà hiện cư trú ở số nhà 73, Ngõ 119, đường Nguyễn Viết Xuân, Tổ 7, phường Hai Bà Trưng, thành phố Phủ Lý, tỉnh Hà Nam.

## Giáo dục
- Giáo dục phổ thông: 12/12
- Chuyên ngành Kinh tế chính trị
- Thạc sĩ Kinh tế
- Cao cấp lí luận chính trị

## Sự nghiệp
Bà gia nhập Đảng Cộng sản Việt Nam vào ngày 7/9/1993.
Bà từng là đại biểu hội đồng nhân dân tỉnh Hà Nam khóa XVII, nhiệm kỳ 2011-2016.
Khi ứng cử đại biểu Quốc hội Việt Nam khóa XIV vào tháng 5 năm 2016 bà đang là Ủy viên Ban Thường vụ Tỉnh ủy, Ủy viên Ban chấp hành Đảng bộ Khối các cơ quan tỉnh khóa XV, Ủy viên Ủy ban Mặt trận Tổ quốc Việt Nam khóa XVIII, Chủ tịch, Bí thư Đảng đoàn cơ quan chuyên trách Ủy ban Mặt trận Tổ quốc Việt Nam tỉnh Hà Nam, làm việc ở Ủy ban Mặt trận Tổ quốc Việt Nam tỉnh Hà Nam.
Bà đã trúng cử đại biểu Quốc hội năm 2016 ở đơn vị bầu cử số 2, tỉnh Hà Nam gồm các huyện: Kim Bảng, Duy Tiên và Lý Nhân, được 281.810 phiếu, đạt tỷ lệ 86,62% số phiếu hợp lệ.
Bà hiện là Ủy viên Ban Thường vụ Tỉnh ủy, Chủ tịch Ủy ban Mặt trận Tổ quốc Việt Nam tỉnh Hà Nam, Trưởng Đoàn đại biểu Quốc hội tỉnh Hà Nam, Ủy viên Ủy ban Tài chính, Ngân sách của Quốc hội.
Bà đang làm việc ở Ủy ban Mặt trận Tổ quốc Việt Nam tỉnh Hà Nam.